# Sutri
Sutri és un comune italià de la província de Viterbo, amb una població de 7.103 habitants. Dista prop de 30 km de la ciutat principal i prop de 50 km del Grande Raccordo Anulare (Roma).

## Història
Sutrium (en grec antic Σούτριον) va ser una ciutat d'Etrúria situada a la part sud del territori, a menys de 50 km de Roma, a la Via Càssia. De vegades s'anomena Sutricum.
Va ser una ciutat etrusca però de les més petites i probablement dependent d'alguna de les grans ciutats veïnes més poderoses. Després de la conquesta de Veïs els romans van arribar a Sutrium a la que van atacar l'any 391 aC amb èxit incert, però va ser ocupada el mateix any o a l'any següent, ja que després de la invasió dels gals depenia de Roma, segons Titus Livi.
L'any 389 aC els etruscs van assetjar als romans a Sutrium i la van ocupar però al cap de poques hores el dictador Camil la va recuperar. El 385 aC els etruscs la van tornar a ocupar però Camil i Luci Valeri Potit la van recuperar ràpidament. L'any 383 aC els romans hi van establir una colònia i juntament amb la propera Nepate es va convertir en una de les principals posicions romanes de frontera.
No torna a aparèixer a la història fins al 311 aC quan els etruscs la van assetjar altre cop però el cònsol Quint Emili Barbula els va derrotar en una gran batalla sota els seus murs. El 310 aC els etruscs van tornar a la carrega, però altre cop van ser vençuts pel cònsol Quint Fabi Màxim Rul·lià, i es van refugiar al bosc Cimini, una barrera o límit que per primer cop van posar els romans. Els combats amb els etruscs es van desplaçar més cap al nord.
Sutrium es va mantenir com una posició romana a Etrúria però ja mes a la rereguarda. A la Segona Guerra Púnica era una colònia llatina i l'any 209 aC va declarar que no podia pagar el tribut i proveir els subministraments als que estava obligada,. Al final de la guerra va ser castigada amb la imposició de taxes més altes. El seu territori era un dels diversos on es van poder establir els exiliats de Càpua.
Després va ser una ciutat secundària que es va convertir en municipi per la llei Júlia de l'any 79 aC. A la guerra de Perusa (41 aC) Marc Vipsani Agripa la va ocupar, amb la finalitat de tallar les comunicacions de Luci Antoni amb Roma.
Es va salvar de la decadència (com els va passar a altres ciutats d'Etrúria) per estar a la vora de la via Càssia i va existir durant tot l'Imperi. Sota August va rebre una colònia i portava el títol de "Colonia Julia Sutrina". A l'època cristiana va ser la seu d'un bisbe.
En l'actualitat es conserven algunes restes romanes: columnes i altres elements arquitectònics, i algunes restes de la muralla, i especialment l'amfiteatre, que és petit però és únic per haver estat excavat a la roca i podria ser una construcció originalment etrusca.